# Jacopo Rusticucci
Jacopo Rusticucci (Firenze, ... – post 1266) è stato un politico italiano.
Non si hanno molte notizie storiche della sua biografia, si sa che apparteneva alla consorteria dei Cavalcanti e che nel 1254 fu procuratore speciale del comune di Firenze per le trattative con gli altri comuni della Toscana. Nel 1258 fu capitano del popolo ad Arezzo. L'ultima notizia certa su di lui lo cita ancora vivo nel 1266.
La sua celebrità sta nel fatto che Dante Alighieri lo citi fra i grandi spiriti "ch'a ben far puoser li 'ngegni" (Inf. VI, v. 81) e che, con costernazione del poeta, troverà invece tra i dannati "più neri" dell'Inferno. 
Il Rusticucci è infatti fra i personaggi che Dante incontra nella triade dei violenti contro natura nel XVI canto assieme a Guido Guerra e Tegghiaio Aldobrandi. Nel passo è Virgilio stesso a spronare al dialogo il pellegrino.
vol 'l viso ver' me, e "Or aspetta",
disse, "a costor si vuole esser cortese."»
(vv. 13-15)
Al contrario del Tegghiaio, descritto come "cavaliere di grande animo (...) e di gran sentimento in opera d'arme", questa figura viene presentata come un cavaliere "di picciol sangue". Dante si limita a fargli dire che la causa della sua rovina fu la moglie, frase sulla quale i commentatori antichi hanno "ricamato" la storia della donna troppo assillante o austera da indurlo alla pederastia, di fatto parafrasando solo il verso dantesco. 
Secondo commentatori antichi, la moglie di Jacopo Rusticucci era una donna ritrosa e bisbetica, da cui si sarebbe diviso e per la cui avversione sarebbe stato indotto al peccato di sodomia. 
Boccaccio indica anche che forse il peccato di sodomia venne consumato con la moglie stessa, sottolineando che il peccato tacciato da Dante non implicava necessariamente l'omosessualità. 